# Antiguos Estudiantes de Erinsborough High School
Antiguos Estudiantes de Erinsborough High School, la Escuela Secundaria Erinsborough, es una escuela de ficción a la que asisten los jóvenes entre 12 a 18 años, en el popular drama australiano Neighbours.
Algunos de sus antiguos estudiantes fueron.: 
| Actor                | Personaje                    | Duración en la Escuela   |
| -------------------- | ---------------------------- | ------------------------ |
| Morgan Baker         | Callum Jones                 | 2010 - 2014              |
| Will Moore           | Harry Ramsay                 | 2009 - 2010              |
| Ashleigh Brewer      | Kate Ramsay                  | 2009                     |
| Hany Lee             | Sunny Lee                    | 2009                     |
| Chelsea Jones        | Tegan Freedman               | 2009                     |
| Mauricio Merino Jr.  | Simon Freedman               | 2009                     |
| Margot Robbie        | Donna Freedman               | 2008 - 2009              |
| Eloise Mignon        | Bridget Parker-Napier        | 2007 - 2009              |
| Sam Clark            | Ringo Brown                  | 2007 - 2009              |
| Danielle Horvat      | Taylah Jordan                | 2007 - 2008              |
| -                    | Jessica Wallace              | 2007                     |
| Adelaide Kane        | Lolly Allen                  | 2007                     |
| Matthew Werkmeister  | Zeke Kinski                  | 2005 - 2009              |
| Caitlin Stasey       | Rachael Kinski               | 2005 - 2009              |
| Sianoa Smit-McPhee   | Bree Timmins                 | 2005 - 2007              |
| Eliza Taylor-Cotter  | Janae Timmins                | 2005 - 2006              |
| Damien Bodie         | Dylan Timmins                | 2005                     |
| Bridget Neval        | Lana Crawford                | 2004 - 2005              |
| Ben Nicholas         | Stingray Timmins             | 2004 - 2005              |
| Lara Sacher          | Serena Bishop                | 2003 - 2005              |
| Miranda Fryer        | Sky Mangel                   | 2003 - 2005              |
| Marisa Siketa        | Summer Hoyland               | 2003 - 2005              |
| Jaime Robbie Reyne   | Taj Coppin                   | 2002 - 2003              |
| Michelle Ang         | Lori Lee                     | 2002 - 2003              |
| Jay Ryan             | Jack Scully                  | 2002 - 2003              |
| Delta Goodrem        | Nina Tucker                  | 2002 - 2003              |
| Kyal Marsh           | Boyd Hoyland                 | 2005 - 2005              |
| Kendell Nunn         | Elly Conway                  | 2001 - 2002              |
| Anthony Hammer       | Leo Hancock                  | 2001 - 2002              |
| Kate Keltie          | Michelle Scully              | 1999 - 2003              |
| Holly Valance        | Felicity Scully              | 1999 - 2001              |
| Jonathon Dutton      | Tad Reeves                   | 1998 - 2001              |
| Jansen Spencer       | Paul McClain                 | 1997 - 2001              |
| Emily Milburn        | Caitlin Atkins               | 1997 - 1998              |
| Jacinta Stapleton    | Amy Greenwood                | 1997 - 1998              |
| Brooke Satchwell     | Anne Wilkinson               | 1996 - 1998              |
| Andrew Bibby         | Lance Wilkinson              | 1995, 1996 - 1998        |
| Ryan Moloney         | Toadfish Rebecchi            | 1995 - 1997              |
| Anthony Engelman     | Stonefish Rebecchi           | 1994 - 1995              |
| Jesse Spencer        | Billy Kennedy                | 1994 - 1997, 1998        |
| Kym Valentine        | Libby Kennedy                | 1994 - 1996              |
| Benjamin McNair      | Malcolm Kennedy              | 1994 - 1995              |
| Rebecca Ritters      | Hannah Martin                | 1994 - 1999              |
| Eliza Szonert        | Danni Stark                  | 1993 - 1996              |
| Brett Blewitt        | Brett Stark                  | 1993                     |
| Todd MacDonald       | Darren Stark                 | 1988 - 1990              |
| Kimberley Davies     | Annalise Hartman             | 1993                     |
| Troy Beckwith        | Michael Martin               | 1992, 1993 - 1994        |
| Marnie Reece-Wilmore | Debbie Martin                | 1992 - 1994              |
| Dan Falzon           | Rick Alessi                  | 1992 - 1994              |
| Ben Geurens          | Toby Mangel                  | 1992                     |
| Simone Robertson     | Phoebe Bright                | 1991 - 1992              |
| Melissa Bell         | Lucy Robinson                | 1991 - 1992              |
| Beth Buchanan        | Gemma Ramsay                 | 1990                     |
| Jeremy Angerson      | Josh Anderson                | 1990 - 1992              |
| Peta Brady           | Cody Willis                  | 1989 - 1991, 1993 - 1994 |
| Jade Amenta          | Melissa Jarrett              | 1989 - 1991              |
| Kristian Schmid      | Todd Landers                 | 1988 - 1992              |
| Jessica Muschamp     | Sharon Davies                | 1988 - 1990              |
| Mark Stevens         | Nick Page                    | 1988 - 1989              |
| Annie Jones          | Jane Harris                  | 1986 - 1987              |
| Guy Pearce           | Mike Young                   | 1986 - 1987              |
| Kylie Minogue        | Charlene Mitchell - Robinson | 1986 - 1987              |
| Jason Donovan        | Scott Robinson               | 1983 - 1987              |
| David Clencie        | Danny Ramsay                 | 1983 - 1985              |